# Iran Mercantile Exchange
Die Iran Mercantile Exchange (persisch: بورس کالای ایران, IME) ist eine Warenbörse mit Sitz in Teheran, Iran.

## Geschichte
Die IME wurde am 20. September 2007 aus der Fusion der Teheran Metal Exchange und der Iran Agricultural Exchange gegründet und handelt mit Agrarprodukten, Metallen und Mineralien, Öl und petrochemischen Produkten auf dem Spotmarkt sowie mit Goldmünzen auf dem Terminmarkt.